# Маморниця Вама
Ма́морниця Вама (до 2016 року — Радгоспі́вка) — село в Україні, в Острицькій сільській громаді Чернівецького району Чернівецької області.

## Історія
12 травня 2016 року Верховна Рада України ухвалила постанову № 1353-VIII «Про перейменування деяких населених пунктів», згідно з якою село Радгоспівка було перейменовано на село Маморниця Вама.

## Населення
За переписом населення 2001 року в селі мешкали 434 особи.

### Мова
Розподіл населення за рідною мовою за даними перепису 2001 року:
| Мова       | Відсоток |
| ---------- | -------- |
| румунська  | 82,11 %  |
| українська | 12,16 %  |
| молдовська | 4,36 %   |
| російська  | 1,38 %   |